# Aeonium leucoblepharum
Aeonium leucoblepharum là một loài thực vật có hoa trong họ Crassulaceae. Loài này được Webb ex A.Rich. miêu tả khoa học đầu tiên năm 1848.